# Simialuk
Simialuk, tidigare benämnd Ormonde Island, är en ö i Kanada.   Den ligger i territoriet Nunavut, i den nordöstra delen av landet, 2 700 km norr om huvudstaden Ottawa. Arean är 91 kvadratkilometer.
Terrängen på Simialuk är platt. Öns högsta punkt är 198 meter över havet. Den sträcker sig 11,0 kilometer i nord-sydlig riktning, och 17,1 kilometer i öst-västlig riktning.
Trakten runt Simialuk består i huvudsak av gräsmarker.